# ロン・チェイニー
ロン・チェイニー（Lon Chaney, Sr., 1883年4月1日 - 1930年8月26日）は、アメリカ合衆国の俳優。
秀逸なメイクアップと卓越した演技力で「千の顔を持つ男（MAN OF A THOUSAND FACES）」と称された、サイレント映画時代の名優であり、怪奇スター。特に1925年の映画『オペラの怪人』のファントム（エリック）役が高名。息子のロン・チェイニー・ジュニアも1940年代に怪奇スターとして活躍した。

## 経歴・人物
コロラド州コロラドスプリングス生まれ。本名はレオニダス・フランク・チェイニー（Leonidas Frank Chaney）。父親はイングランドおよびフランス系、母親はスコットランド、アイルランド、イングランドの血を引く。両親が聾唖者だったことから、幼くしてパントマイムを覚えたといわれる。1902年より演劇活動をはじめ、ヴォードヴィルの舞台で各地を回る。1905年に当時16歳の歌手Cleva Creightonと結婚し、翌年息子ロン・チェイニー・ジュニアが生まれる。1910年にはロサンゼルスに落ち着く。しかし夫婦生活のトラブルから1913年、チェイニーがマネージングする舞台が上演されていた劇場で妻が自殺を図る事件が起きる。妻は命は取り留めたが、その出来事がきっかけで舞台を離れて映画界入り。細かい時期は分かっていないが1912年より1917年位までユニバーサル・スタジオと契約し端役で映画に出演する。1915年には元コーラス・ガールのHazel Hastingsと再婚。メイクアップや扮装研究に没頭し、「千の顔を持つ男」の異名を取る個性派スターとなった。

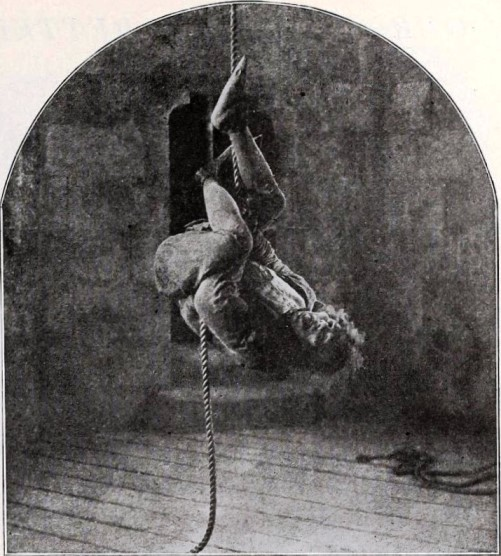
ノートルダムの傴僂男

特に『ノートルダムの傴僂男』（1923年）、『オペラの怪人』（1925年）での恐ろしいメイクと演技で、後のホラー映画に多大な影響を与えた。チェイニーが作り出したノートルダムの鐘つき男カジモド、パリ国立オペラの怪人エリックの2人は映画史上最もグロテスクで醜い登場人物とされている。しかし悲劇的運命の被害者としてこの醜い姿に恐怖心や嫌悪感を抱かない観客からは同情や哀愁を感じられた。

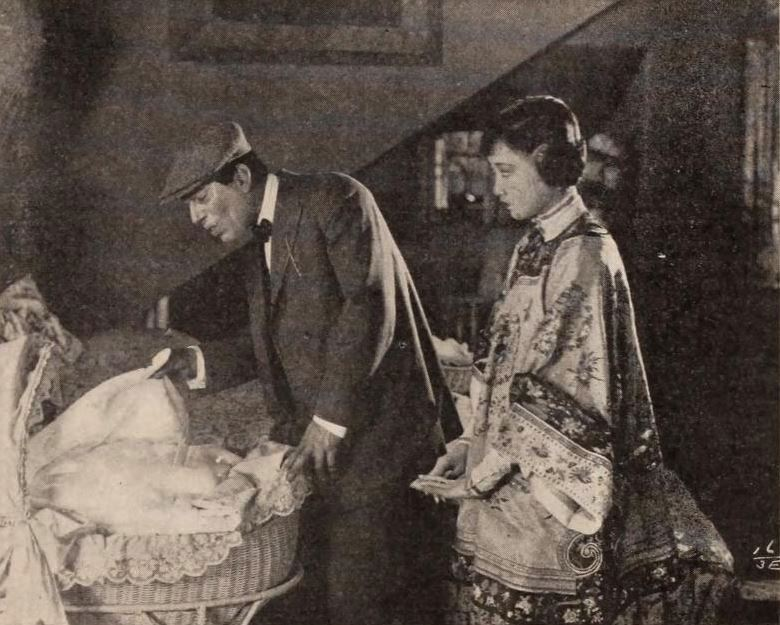
Bits of Life（英語版） (1921)
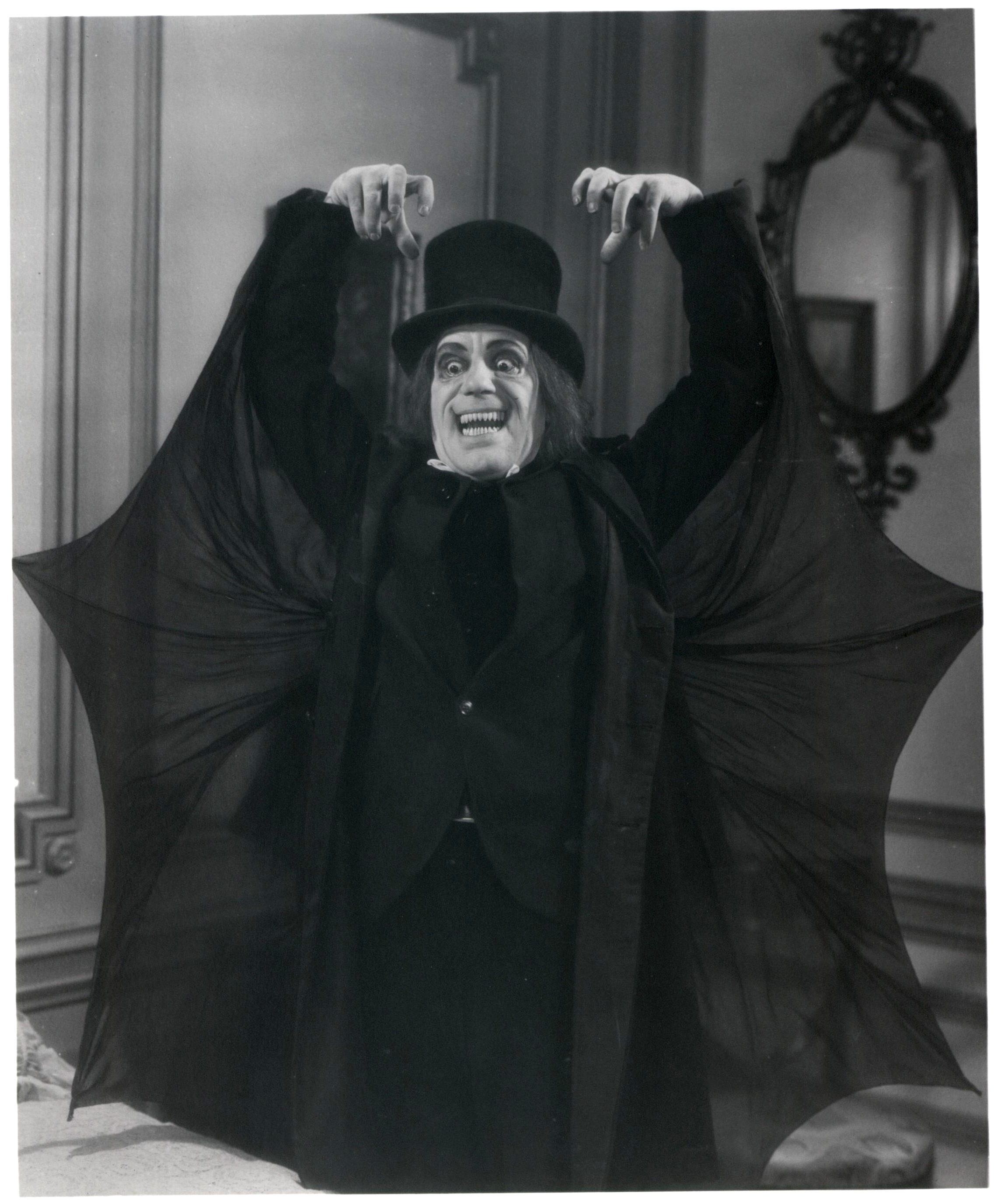
真夜中のロンドン（英語版）(1927)
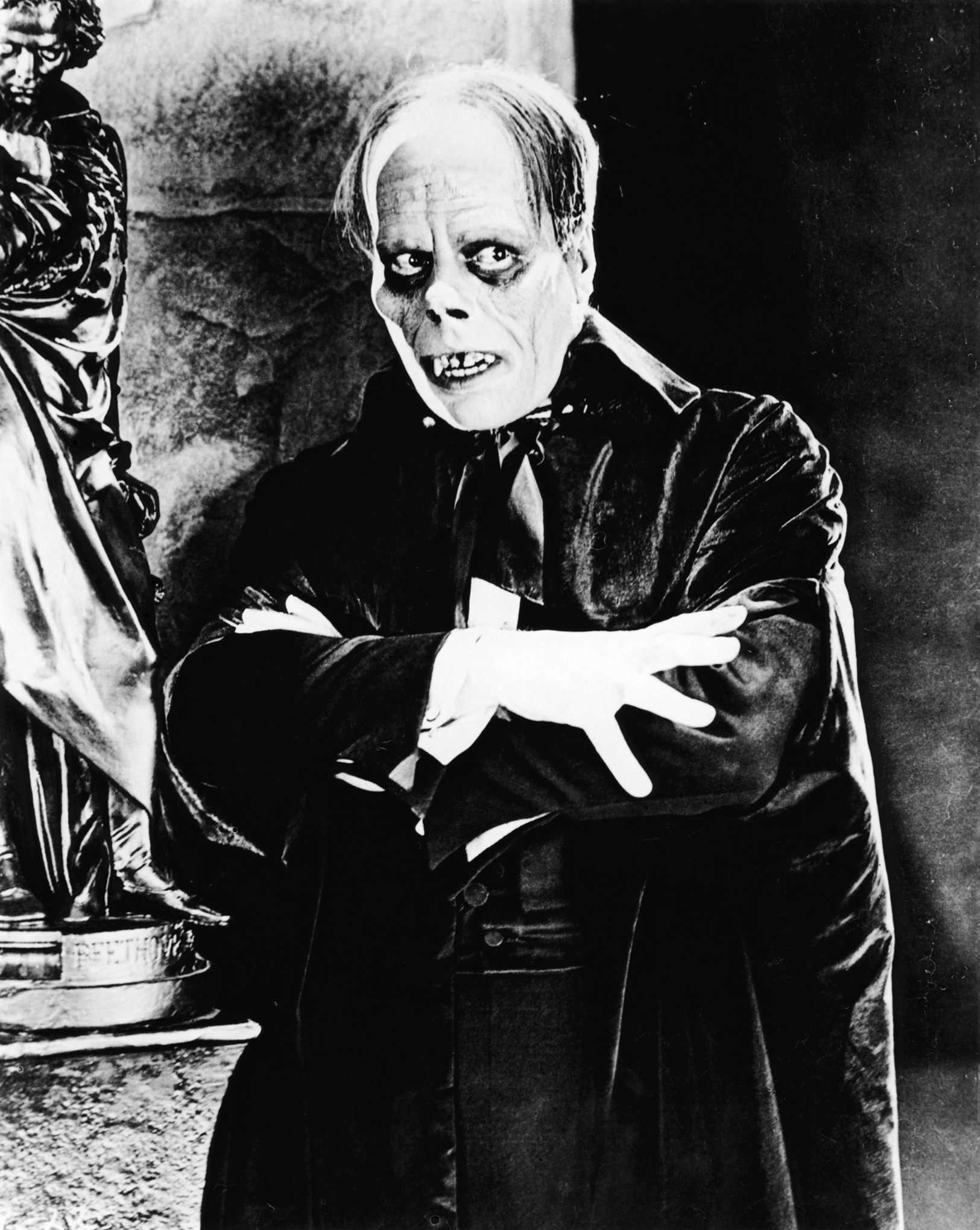
『オペラの怪人』（1925年）

1925年、『ムービー』誌の自伝的記事においてチェイニーは「底辺にいるような人々は極度に自己犠牲的である場合があることを知ってほしい。小人症や奇形のホームレスも気高い理想を持っているかもしれない。

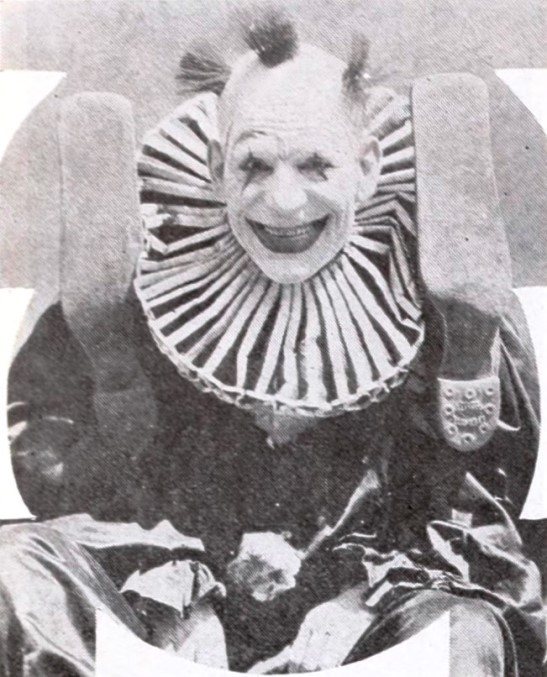
殴られる彼奴

『オペラの怪人』、『殴られる彼奴』、『三人 (1930年の映画)』などの『せむし男』以降の私の役の多くは自己犠牲や自制心をテーマにしている。これが私がやりたかったことだ」と記した。チェイニーは特殊メイクや体を変形させて演じることは「特別な性格描写」と言及した。チェイニーの才能はホラーのジャンルや舞台メイクを越えており、ダンス、歌手、コメディの才能もあった。
レイ・ブラッドベリはチェイニーについて「彼は人々の精神を演じることができる。どういうわけか、影となって人々の体に入り込む。隠された恐れを見抜くことができ、それをスクリーンに映し出す。チェイニーの歴史は報われない愛の歴史である。彼は愛されていないのではないか、これからも愛されないのではないかとの恐れを表に出すことによって世界を変えるかもしれない」と語った。

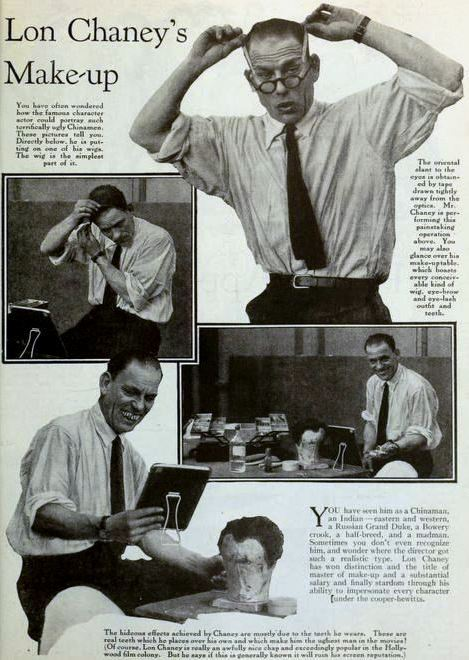
雑誌『Photoplay（英語版）』1922年3月号でのメイクアップの様子を紹介したページ
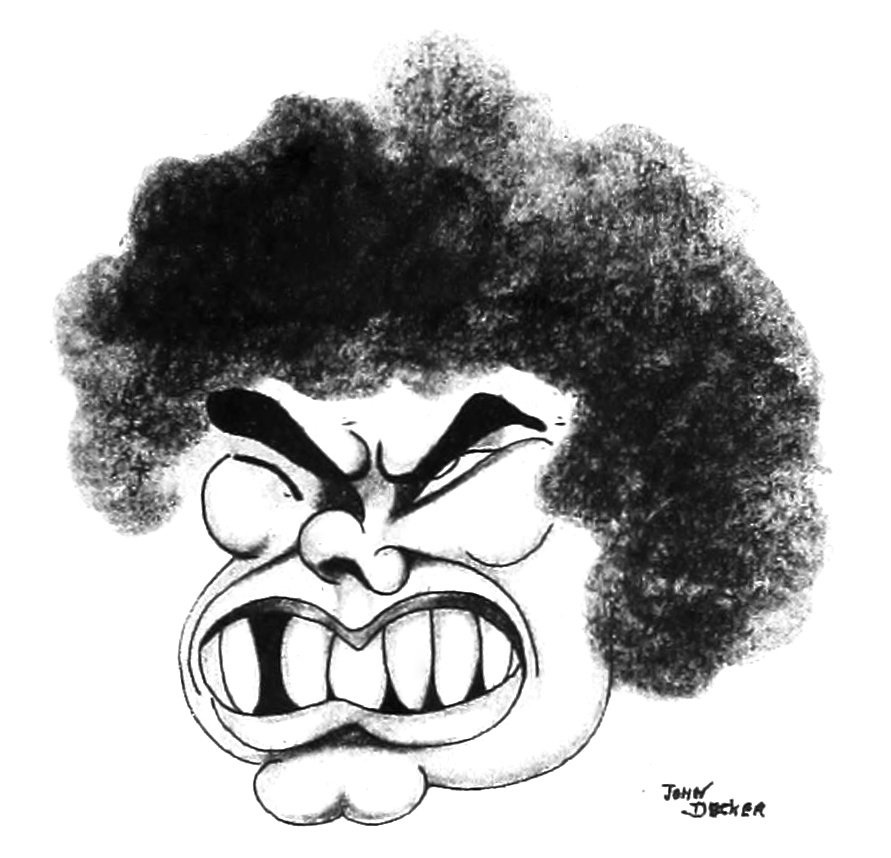
ジョン・デッカー（英語版）画（1924年）
ハリー・リロイ・タスキー画（1926年）

1930年、トーキー映画の時代を迎え、『魔人ドラキュラ』の主演が内定していたが、咽頭ガンのため急逝した。1930年代の怪奇映画ブーム目前での死であり、その存在が更に伝説化されることとなった。

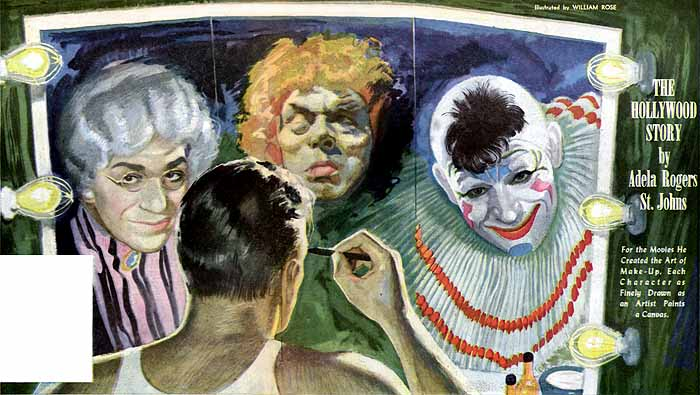
1950年12月24日のアメリカン・ウィークリー紙に掲載されたアデラ・ロジャーズ・セント・ジョンズ著『ハリウッド・ストーリー』ウィリアム・ローズ画

1957年にはジェームズ・キャグニー主演『千の顔を持つ男』でその生涯が映画化されている。

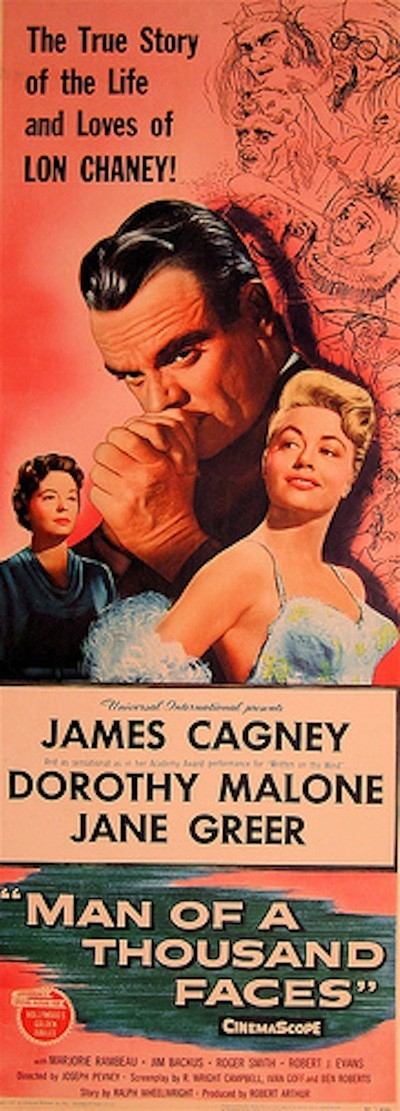
映画「千の顔を持つ男」

ホラー映画史上では、チェイニー死後の1930年代に活躍したベラ・ルゴシ、ボリス・カーロフと共に「戦前の三大怪奇スター」として位置づけられる。息子のジュニアも俳優となり、1940年代には狼男やミイラ男の役で怪奇スターとなるが、演技力では父に及ばなかったという評価が定着している。

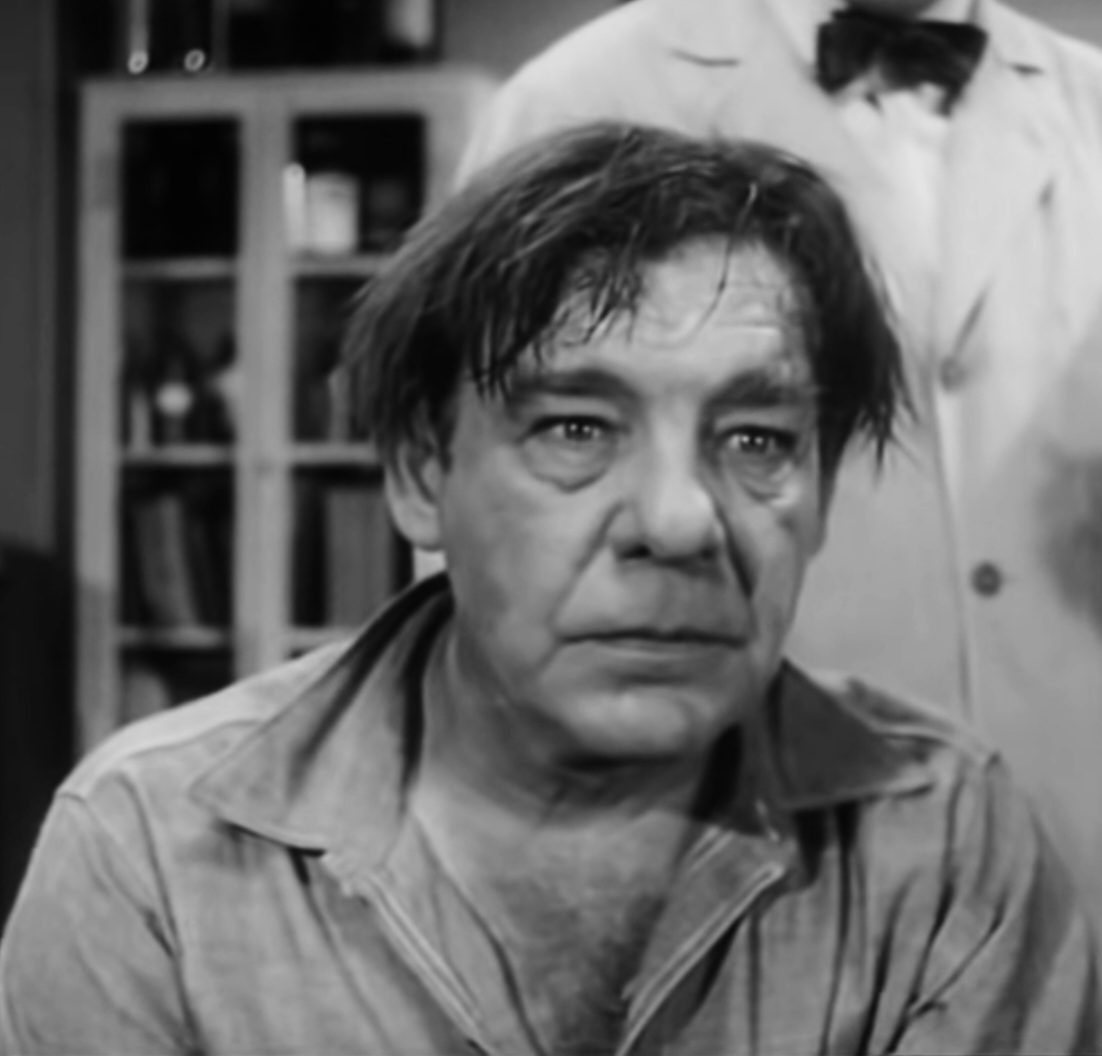
ロン・チェイニー・ジュニア

## 主な出演作品

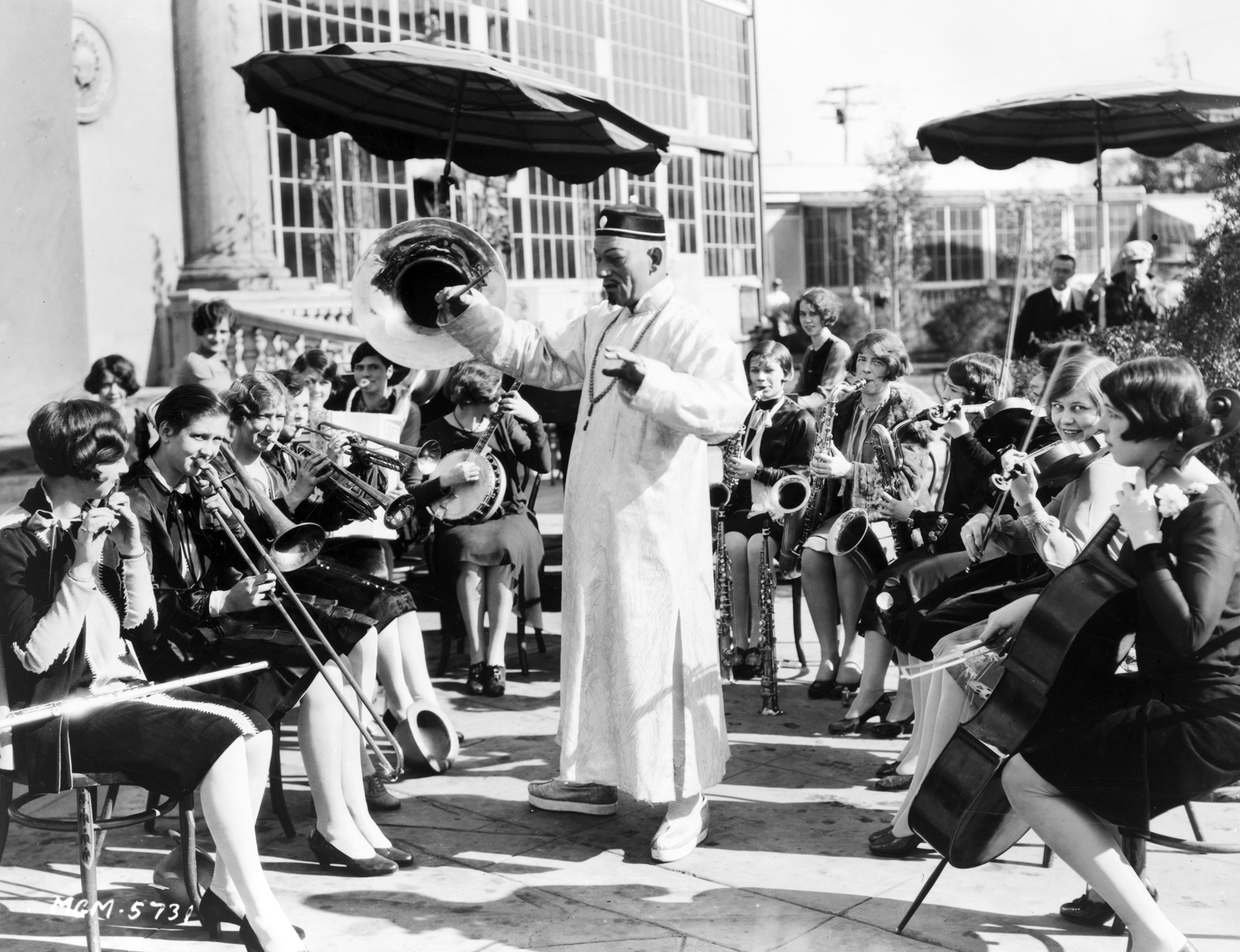
ステレオタイプな中国人を演じた『ミスター・ウー』

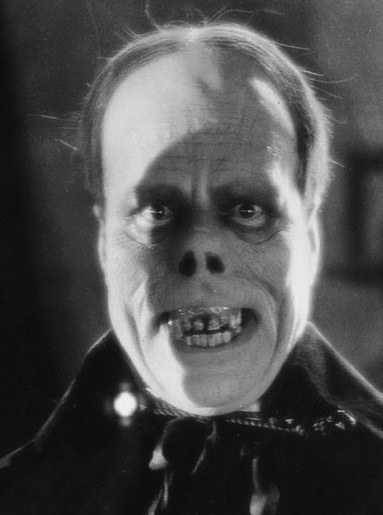
『オペラの怪人』での特殊メイク（1925年）

| 公開年 | 邦題 原題                                          | 役名                       | 備考 |
| ------ | -------------------------------------------------- | -------------------------- | ---- |
| 1917   | モルガンの娘 Hell Morgan's Girl                    | スレター・ノーブル         |      |
| 1917   | 人形の家 A Doll's House                            | ニルス                     |      |
| 1917   | 嵐の夜 The Scarlet Car                             | ポール                     |      |
| 1919   | ミラクルマン The Miracle Man                       | フロッグ                   |      |
| 1920   | 宝島 Treasure Island                               |                            |      |
| 1920   | 法の外 Outside the Law                             | ブラック・マイク・シルヴァ |      |
| 1921   | ハートの一 The Ace of Hearts                       | ファラロン                 |      |
| 1922   | 血と肉 Flesh and Blood                             | デヴィッド・ウェブスター   |      |
| 1922   | オリバー・トウィスト Oliver Twist                  |                            |      |
| 1923   | 怒涛の裁き All the Brothers Were Valiant           | マーク・ショア             |      |
| 1923   | 大地震 The Shock                                   |                            |      |
| 1923   | ノートルダムのせむし男 The Hunchback of Notre Dame | カジモド                   |      |
| 1924   | 殴られる彼奴 He Who Gets Slapped                   | ポール                     |      |
| 1925   | 魔人 The Monster                                   | ジスカ博士                 |      |
| 1925   | 三人 The Unholy Three                              | エコー                     |      |
| 1925   | オペラの怪人 The Phantom of the Opera              | 怪人                       |      |
| 1925   | 故郷の土 The Tower of Lies                         | ジャン                     |      |
| 1926   | 黒い鳥 The Blackbird                               | ブラックバード             |      |
| 1926   | マンダレイへの道 The Road to Mandalay              | シンガポール・ジョー       |      |
| 1927   | ミスター・ウー Mr. Wu                              | ミスター・ウー             |      |
| 1927   | 知られぬ人 The Unknown                             | アロンゾ                   |      |
| 1928   | ザンジバーの西 West of Zanzibar                    |                            |      |
| 1929   | 獣人タイガ Where East Is East                      | タイガ                     |      |
| 1929   | 鉄路の王者 Thunder                                 | グランピー・アンダーソン   |      |

## 参照
1. ↑  Kansas: A Cyclopedia of State History, Embracing Events, Institutions, Industries, Counties, Cities, Towns, Prominent Persons, etc. edited by Frank W. Blackmar c. 1912 pp.496–498
2. ↑  Silents are Golden
3. ↑  Dick, Bernard F., City of Dreams: The Making and Remaking of Universal Pictures. Lexington: The University Press of Kentucky, 1997, pp. 52-55